# Моулсон, Мэтт
Мэттью Кит «Мэтт» Мо́улсон (англ. Matthew Keith «Matt» Moulson; род. 1 ноября 1983, Норт-Йорк, Онтарио, Канада) — профессиональный канадский хоккеист, нападающий клуба НХЛ «Баффало Сейбрз».

## Игровая карьера
Мэтт Моулсон был выбран в девятом раунде драфта 2003 года клубом «Питтсбург Пингвинз». 1 сентября 2006 года он подписал свой первый контракт с клубом НХЛ — «Лос-Анджелес Кингз». За «Лос-Анджелес» Моулсон дебютировал 2 ноября 2007 года в матче против «Сан-Хосе Шаркс», в котором отметился заброшенной шайбой в ворота Евгения Набокова. Всего за «королей» Моулсон сыграл 29 матчей за два года, в которых набрал 10 очков (6+1).
6 июля 2009 года Моулсон в качестве свободного агента перешёл в «Нью-Йорк Айлендерс», с которыми подписал контракт на один год. В «Айлендерс» Моулсон сразу стал одним из лидеров атаки, три сезона подряд забрасывая более 30 шайб. За всю карьеру в «Айлс» Мэтт непременно входил в тройку лучших снайперов команды, дважды занимая первое место по этому показателю. По итогам сезона 2011/12 Моулсон был номинирован на две награды лиги — Леди Бинг Трофи и приз за благотворительность. Через год он снова был номинирован на приз Леди Бинг, но опять не смог его выиграть, заняв в голосовании третье место.
27 октября 2013 года «Айлендерс» обменяли Моулсона и два выбора на драфте (первый раунд в 2014 и второй в 2015) в «Баффало Сейбрз» на австрийского нападающего Томаса Ванека.
В дэдлайн обменов НХЛ 5 марта 2014 года Моулсон и нападающий Коди Маккормик перешли в «Миннесоту» в обмен на форварда Торри Митчелла и два драфт-пика во втором раунде (в 2014 году и в 2016 году). По окончании сезона подписал 5-летний контракт с «Баффало» на $25 млн, $11 млн из которого являлись подписным бонусом.
В сезоне 2017/18 после 14 матчей, в которых не набрал ни одного очка, был выставлен «Сэйбрз» на драфт отказов и, пройдя его, был отправлен в АХЛ в «Онтарио Рейн».

## Игровая характеристика
Мэтт Моулсон — трудолюбивый нападающий с хорошим ударом и снайперскими способностями. Имеет хорошие физические данные. Но у него есть недостатки в катании и в физической мощи.

## Личная жизнь
Бывший хоккеист, игрок НХЛ, Майк Бэкман является тестем Моулсона, а вратарь «Лос-Анджелеса» Джонатан Куик приходится ему свояком.

## Благотворительность
В октябре 2010 года перед матчем «Айлс» с «Нью-Йорк Рейнджерс» Мэтт Моулсон заявил, что будет жертвовать по 500 долларов в детский фонд «Айлендерс» за каждую заброшенную им шайбу. В конце сезона 2011/12, когда Моулсон был номинирован на приз за благотворительность, в его фонде накопилось уже 32,5 тысячи долларов.